# 不知火光右エ門 (宝暦)
不知火光右エ門（しらぬい こうえもん、生没年不詳）は、肥後国（現:熊本県）出身の元大相撲力士。最高位は前頭3枚目。

## 経歴
肥後国出身。宝暦4年（1754年）、大坂相撲5月場所で小結附出で初土俵を踏む。初名は不知火 沖之助。8月の京都相撲以降は光右エ門を名乗る。江戸相撲にも進出したが、三役昇進はならなかった。大坂相撲宝暦14年5月場所に不知火 藤右エ門の名で出たのを最後に引退。

## エピソード
宝暦6年（1756年）頃、馬子と喧嘩になった時、相手の首を引っこ抜いたという。